# Traité de Bakhtchissaraï
 (février 2023).
Si vous disposez d'ouvrages ou d'articles de référence ou si vous connaissez des sites web de qualité traitant du thème abordé ici, merci de compléter l'article en donnant les références utiles à sa vérifiabilité et en les liant à la section « Notes et références ».

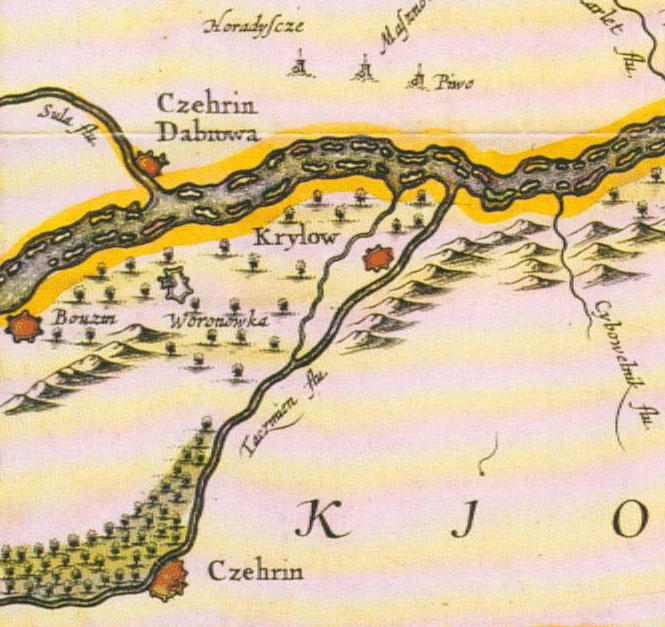
Czehryn, par Jan Jansson, vers 1663.

Le traité de Bakhtchissaraï (en russe : Бахчисарайский мирный договор et en turc : Bahçesaray Antlaşması) est un traité signé à Bakhtchissaraï le 3 janvier 1681 entre le tsarat de Russie, l'Empire ottoman et le khanat de Crimée, qui met fin à la guerre russo-turque de 1676-1681.
Les puissances en présence se mettent d'accord sur une paix de vingt ans et reconnaissent le Dniepr comme ligne de démarcation entre l'Empire ottoman et le tsarat de Russie. Toutes les parties s'engagent à ne pas coloniser le territoire situé entre le Boug méridional et le Dniepr. Malgré la signature du traité, les hordes de Nogaïs de la région gardent le droit de vivre en nomades dans les steppes du sud de l'Ukraine, tandis que les Cosaques zaporogues peuvent continuer à pêcher dans le Dniepr et ses affluents, à obtenir du sel dans le sud et à naviguer sur le Dniepr et la mer Noire. Le sultan reconnaît la souveraineté de la Moscovie sur l'Ukraine de la rive gauche ainsi que sur le territoire des Cosaques zaporogues, tandis que la partie méridionale de la région de Kiev, la région de Bratslav et la Podolie restent sous contrôle ottoman.
En dépit du traité, la Russie rejoint en 1686 une coalition européenne, la Sainte Ligue, contre l'Empire ottoman, qui marque le début d'une nouvelle guerre russo-turque.

## Source
- (en) Traité de Bakhtchissaraï - Article tiré de l'Encyclopedia of Ukraine